# Harlingen
Harlingen (frizonă Harns) este o comună și o localitate în provincia Frizia, Țările de Jos. 

## Localități componente
Harlingen (Harns), Midlum (Mullum), Wijnaldum (Winaam)